# 迪克森 (印地安納州格林縣)
迪克森（英語：Dixon）是位於美國印地安納州格林縣的一個非建制地區。該地的面積和人口皆未知。